# أبو القاسم الخوئي
السَيّّد أَبُو القاسِمِ بْنُ عَلِيٍّ أَكْبَرَ بْنِ هاشِمٍ تاجِ الدِّينِ المُوسَوِيِّ الخُوئِيِّ (1317هـ - 1413هـ / 1899م - 1992م) الشَّهير اختصارًا بِـ«أبو القاسم الخوئي» هو عالمٌ مُسلمٌ وفقيهٌ ومُتكلمٌ ومُحققٌ ومرجعٌ ديني شيعي؛ ترأس الحوزة العلميَّة في النجف وقد كان مرجعًا وزعيمًا لِملايين الشيعة الاثني عشريَّة في العالم ويُعدُّ واحدًا من أكثر عُلماء الإماميَّة تأثيرًا.
ترأس الحوزة العلمية في فترة نظام الحكم بزمن صدام حسين، ووقت الثورة الإسلامية بإيران، أحس نظام الحكم الذي يحكمه حزب البعث بالخطر المباشر من هذه الثورة، فطالبت السلطة الخوئي بأن يصدر فتوى يعارض فيها ثورة الخميني، ولكن نتيجةً لرفضه واجه الكثير من المضايقات على يد النظام الحاكم، وفي عام 1980م عمدت السلطة إلى تفجير السيارة التي كان يتنقل بها الخوئي إلى مسجد الخضراء، ولكن نجا من حادث الانفجار، إضافة لاغتيال العديد من طلاب العلم من النجف وتسفير غير العراقيين منهم إلى بلدانهم، كما أعدمت السلطات جملة من تلامذته وعلى رأسهم محمد باقر الصدر الذي أُعدم في عام 1980 لمعارضته لنظام حزب البعث.

## حياته

### ولادته
ولد «أبو القاسم» الموسوي الخوئي منتصف شهر رجب سنة 1317هـ ق في مدينة خوي التابعة لمحافظة آذربايجان الغربية، في وسط أسرة علمائية، يرجع نسبها الى موسى الكاظم والده علي أكبر الخوئي من العلماء المبرزين ومن تلاميذ عبد الله المامقاني في النجف الأشرف.
بعد أن أتم دراسته قفل راجعا إلى موطنه خوي ليتصدى فيه للأمور الاجتماعية والدينية، وبعد أن حدث الاختلاف الشديد بين الأمّة بسبب- حادثة المشروطة- هاجر والده إلى النجف سنة 1328هـ ق، والتحق به الخوئي سنة 1330 هـ، برفقة أخيه الأكبر عبد الله الخوئي، وبقية أفراد عائلته.

### نسبه

الخوئي في شبابه

أبو القاسم الخوئي بن علي أكبر الخوئي بن هاشم تاج الدين بن علي أكبر بن مير قاسم بن ولي بابا بن علي بن السيّد بن علي بن ولي بن صادق بن خان بن تاج الدين محمد (صاحب المرقد المعروف في مدينة خوي) بن علي أكبر بن محمد بن عبد الله بن محمد بن عبد الله بن قاسم بن تاج الدين بن علي أكبر بن محمد بن أحمد بن حسين بن مرتضى بن محراب بن محمد بن محمود بن أحمد بن حسين بن محمد بن عبد الله بن إبراهيم المجاب (دفين الروضة الحسينية) بن محمد العابد بن الإمام موسى الكاظم. [بحاجة لمصدر]

### أبناؤه
1. جمال الدين الخوئي، وهو الابن الأكبر للسيد الخوئي الذي بذل عمره في خدمة مرجعية والده، توفي في طهران إثر إصابته بمرض السرطان سنة 1984م ودفن إلى جوار مرقد السيدة فاطمة بنت موسى الكاظم في مدينة قم. له جملة من المؤلفات منها: شرح كفاية الأصول، بحث في الفلسفة وعلم الكلام، توضيح المراد في شرح تجريد الاعتقاد، شرح ديوان المتنبي، ديوان شعر باللغة الفارسية.
2. علي الخوئي: توفي شاباً في حادث تصادم بالسيارة في طريق بغداد نجف.
3. عباس الخوئي.
4. عبد الصاحب الخوئي: أمين عام مؤسسة الخوئي المالية في لندن.
5. محمد تقي الخوئي: اختير سنة 1989م أميناً عاماً لمؤسسة الخوئي المالية، وممثلا لوالده إبّان الانتفاضة الشعبانية لإدارة المناطق المحررة من سيطرة النظام. تعرّض بعد فشل الانتفاضة الشعبانية لمضايقات السلطة وفرضت عليه مع والده الإقامة الجبرية، وأخيراً تعرض لحادث سير في 21 تموز 1994. له إضافة إلى تقريرات دروس والده الفقهية كتاب الالتزامات التبعية في العقود.
6. عبد المجيد الخوئي: ترك العراق بعد فشل الانتفاضة الشعبانية متوجهاً إلى لندن وبعد وفاة أخيه محمد تقي تصدى لإدارة مؤسسة الخوئي. عاد إلى العراق بعد سقوط النظام البعثي ولم تمض سوى فترة وجيزة حتى قُتل في النجف طعناً بالسكين من قبل حشود غاضبة اتهمتهم الحكومة العراقية وقوات التحالف آنذاك بأنهم من أتباع مقتدى الصدر في مرقد الإمام علي ومن جانب عائلة الخوئي لم تتهم الصدر بعملية الإغتيال.
7. إبراهيم الخوئي : بعد فشل الانتفاضة الشعبانية اعتقل من قبل نظام الرئيس السابق صدام حسين في دار والده في عام1991.

## الدراسة وتحصيل العلم
توجه الخوئي بمعية أخيه عبد الله الخوئي صوب النجف سنة 1330 هـ وله من العمر 13 عاماً فالتحق بوالده هناك وشرع بتحصيل علوم اللغة والمنطق وتخرج من مرحلة السطوح العالية، وحينما بلغ الحادية والعشرين من العمر حضر الدراسات العليا في الحوزة العلمية عند الشيخ الشريعة الأصفهاني. وحضر أبحاث علماء آخرين أشار إلى البعض منهم في كتابه معجم رجال الحديث.

### تدريسه في الحوزة
تصدى الخوئي لكرسي التدريس منذ السنين الأوّلى من عمره الدراسي وحينما بلغ العقد الرابع من العمر أصبح من الأساتذة الذين يُشار إليهم بالبنان في النجف، مواصلا التدريس ما يقرب من الستين عاماً ألقى خلالها دورة فقهية كاملة وعدّة دورات في أصول الفقه.
بعد رحيل أستاذيه النائيني وآغا ضياء العراقي تمكّن خلالها من نيل قصب السبق فكان درسه على مستوى الدراسات العليا يُشار إليه بالبنان وينظر إليه بإكبار حتى تمكّن من استقطاب الكثير من طلاب الدراسات العليا في الحوزة العلمية النجفية.
وقد تميّز الخوئي بقدرات عالية في تربية التلاميذ وإعداد العلماء والمدرسين، كما تميز درسه بالانضباط والتناسق، وقد عمد بالإضافة إلى إلقاء الدروس والمحاضرات العالية إلى تربية جيل من الفقهاء والمستنبطين للأحكام الشرعية بعيداً عن التعقيد الأصولي والفقهي والإطناب المُمِل.
وكان صاحب منهج خاص يتمكن من خلاله حضّار درسه من التعرف على مبانيه الأصولية والرجاليّة، ومن هنا وسم بأنّه صاحب مدرسة مستقلة.
و الكثير من مراجع التقليد المعاصرين كانوا من تلامذته وحضّار حلقات درسه.

### مرجعيته
اختلفت كلمة الباحثين حول بدايات مرجعية الخوئي الا أن المجزوم به تاريخياً أنّ مرجعيته طرحت بعد رحيل البروجردي بقوة وبعد رحيله أصبح الرقم الأوّل في الوسط الحوزوي والعلمي. وفي تلك الفترة قام يوسف الحكيم بتسليم الأموال الشرعية والحقوق المالية إلى الخوئي كمرجع للشيعة بعد رحيل والده الحكيم.

## أساتذته
من أساتذته في مرحلة السطوح:
1. الميرزا علي القاضي وكان من أبرز أساتذته
2. علي الكازروني. درس عنده كتاب كفاية الأصول الجزء الأول.
3. محمود الشيرازي، درس عنده كتاب كفاية الأصول الجزء الثاني.
4. شيخ الشريعة الأصفهاني. المتوفى سنة 1339 هـ.
5. مهدي المازندراني. المتوفى سنة 1342 هـ.
6. ضياء الدين العراقي. 1278-1361 هـ.
7. محمد حسين الغروي الأصفهاني. 1296-1361 هـ.
8. محمد حسين النائيني، 1273 – 1355 هـ، الذي كان آخر أساتذته.

والأستاذين الأخيرين هما الأكثر ممن تتلمذ عليهم.
كما حضر أبو القاسم الخوئي، ولفترات محددة عند كل من:
1. حسين البادكوبي، 1293 – 1358 هـ، في الحكمة والفلسفة.
2. محمد جواد البلاغي، 1282 – 1352 هـ، في علم الكلام والتفسير.
3. علي القاضي، 1285 – 1366 هـ، في الأخلاق والسير والسلوك والعرفان.

وقد نال درجة الاجتهاد في فترة مبكرة من عمره وشغل منبر الدرس لفترة تمتد إلى أكثر من سبعين عاماً.

### أبرز تلامذته
| - محمد باقر الصدر. - علي السيستاني. - محمد سلطان كلانتر • محمد علي الطباطبائي - محمد حسين فضل الله. - محمد سعيد الطباطبائي الحكيم. - محمد حسين الحسيني ميرسجادي - علي السبزواري - محمد محمد صادق الصدر - عباس المدرسي اليزدي - محمد إسحاق الفياض. - شمس الدين الواعظي. - بشير حسين النجفي. - مرتضى البروجردي. - علي الغروي. - علي الفلسفي. | - علي البهشتي. - جواد التبريزي. - حسين وحيد الخراساني. - صادق الحسيني الروحاني. - تقي الطباطبائي القمي. - مجتبى الحسيني الشيرازي. - ميرزا يوسف الإيرواني. - محمد رضا الخلخالي. - محمد آصف محسني. | - محمد تقي الجلالي. - محمد مهدي شمس الدين. - علاء الدين بحر العلوم. - محي الدين الغريفي. - محمد تقي الإيرواني. - عبد الصاحب الحكيم. - كمال الحيدري. والذي أكمل دراسته عند محمد باقر الصدر - محمد محمد طاهر الخاقاني. - محمد منصور الستري - عيسى الخاقاني |

- محمد مهدي الخرسان.
- محمد رضا الخرسان

## مؤلفاته
- قصيدة في مدح أمير المؤمنين عليه السلام، 900 بيت، بالعربية في المدح علي ابن أبي طالب.[20]
- أجود التقريرات.
- نفحات الإعجاز.
- البيان في تفسير القرآن
- معجم رجال الحديث وتفصيل طبقات الرواة. موسوعة في علم الرجال تقع في أربع وعشرين مجلداً.
- منهاج الصالحين. رسالته العملية مفصّلة في بيان الأحكام الفقهية وتقع في مجلدين، ومنهاج الصالحين في الأصل هي الرسالة العملية لمحسن الحكيم، وقد نالت هذه الرسالة استحسان العديد من علماء الشيعة؛ وكان الخوئي أول من اعتمدها بعده فزاد فيها بعض الفروع وأعاد ترتيب بعض المسائل وأدرج عليها تعليقة، ثم دمجها في الأصل فخرجت مطابقة لفتاواه،[21] وقد حذا حذو الخوئي من بعده عدد كبير من تلامذته الكبار الذين تصدوا للمرجعية؛ كان من بينهم: التبريزي،[22] و الوحيد الخراساني، و الروحاني،[23] و السيستاني،[24] و الحكيم،[25] و الواعظي،[26] وغيرهم.
- مناسك الحج.
- رسالة في اللباس المشكوك.
- توضيح المسائل.
- المسائل المنتخبة.
- تكملة منهاج الصالحين.
- مباني تكملة المنهاج.
- تعليقة العروة الوثقى. هذا الكتاب تعليقةٌ على كتاب العروة الوثقى لمحمد كاظم الطباطبائي اليزدي، وفيها بيانٌ لآراؤه الفقهية على مسائل الكتاب المذكور.

وقد قُررت بعض دروسه وأبحاثه بأقلام تلامذته، ومنها:
| الكتاب                               | المُقَرِّر                |
| ------------------------------------ | --------------------- |
| التنقيح في شرح العروة الوثقى         | علي الغروي التبريزي   |
| تحرير العروة الوثقى                  | قربان علي الكابلي     |
| دروس في فقه الشيعة                   | محمد مهدي الخلخالي    |
| محاضرات في أصول الفقه                | محمد إسحاق الفياض     |
| المستند في شرح العروة الوثقى         | مرتضى البروجردي       |
| الدرر الغوالي في فروع العلم الإجمالي | رضا اللطفي            |
| مباني الاستنباط                      | أبو القاسم الكوكبي    |
| مصباح الفقاهة                        | محمد علي التوحيدي     |
| مصابيح الأصول                        | علاء الدين بحر العلوم |
| المعتمد في شرح المناسك               | محمد رضا الخلخالي     |
| مصباح الأصول                         | محمد سرور البهسودي    |
| مباني العروة الوثقى                  | محمد تقي الخوئي       |
| دراسات في الأصول العلمية             | علي الحسيني الشاهرودي |
| فقه العترة في زكاة الفطرة            | محمد تقي الجلالي      |
| الرأي السديد في الاجتهاد والتقليد    | غلام رضا عرفانيان     |
| محاضرات في الفقه الجعفري             | علي الحسيني الشاهرودي |
| جواهر الأصول                         | فخر الدين الزنجاني    |
| الأمر بين الأمرين                    | محمد تقي الجعفري      |
| الرضاع                               | ومحمد تقي الإيرواني   |

## الخدمات الاجتماعية
اهتم الخوئي كثيراً بنشر وترويج علوم الشريعة ومد يد العون إلى المحتاجين والمعوزين؛ ومن هنا قام بخدمات اجتماعية ومؤسسات خيرية كثيرة كبناء المكتبات، وتشييد المدارس والمساجد والمستوصفات والمؤسسات الخيرية ودور الأيتام، منها:
| التعداد | البلد            | المؤسسات |
| ------- | ---------------- | --- |
| 1       | إيران            | - مؤسسة آية ‌الله العظمي الخوئي الخيرية في مدينة خوي. - مستشفى آية الله العظمي الخوئي الخيري في مدينة خوي. - مستوصف الإمام موسي بن جعفر الخيري التابع لمؤسسة الامام الخوئي الخيرية في خوي. - دار آية‌ الله العظمي الخوئي للمسنين في خوي. - مدينة العلم، في مدينة قم. - مكتبة آية ‌الله الخوئي، في قم. - مدرسة ومكتبة آية الله الخوئي، في مشهد. - دارالعلم، في أصفهان. - مجتمع إمام الزمان ، في أصفهان. |
| 2       | الولايات المتحدة | - مركز الإمام الخوئي الإسلامي، نيويورك. - مسجد ومركز إسلامي، في لوس آنجلوس. - مسجد ومركز إسلامي، في ديترويت. |
| 3       | المملكة المتحدة  | - مركز الإمام الخوئي، لندن. - مركز الإمام الخوئي، في سوانزي. - مؤسسة الإمام الخوئي، في بريطانيا. |
| 4       | فرنسا            | - المركز الإسلامي. |
| 5       | الهند            | - المجمع الثقافي الخيري، بمبئي. |
| 6       | باكستان          | - مكتبة الثقافة والنشر، كراتشي. - جامعة الكوثر للدراسات الدينية والعلوم الإنسانية- اسلام‌ آباد. |
| 7       | لبنان            | - مبرة الإمام الخوئي، بيروت. |
| 8       | ماليزيا          | - مكتبة ثقافة والنشر، كوالا لومبور. |
| 9       | العراق           | - إمام الخوئي، في النجف. - مدرسه دار العلم، النجف. |
| 10      | تايلاند          | - مؤسسة دار العلم، بانكوك. - مدرسة دينية، بانكوك. - مركز دار الزهراء، يتانولغ. |
| 11      | كندا             | - مؤسسة الإمام الخوئي، مونتريال. |
| 12      | بنغلاديش         | - مدرسة دينية في داكا. |

## دوره في الانتفاضة الشعبانية 1991
بعد اندلاع الانتفاضة الشعبانية عام 1991، وحدوث الارباك في وضع مدينة النجف ومحافظات الوسط والجنوب أًصدر المرجع الخوئي بيانه الاول بعد يومين من اندلاع الانتفاضة ودعا فيه إلى الحفاظ على الممتلكات والاموال والاعراض والمؤسسات العامة، وإلى دفن الجثث الملقاة في الشوارع وفق الموازين الشرعية، وبعد ثلاثة ايام أًصدر بيانه الثاني الداعي إلى تشكيلّ لجنة من علماء الدين في النجف مهمتهم متابعة الامور التي ترتهن باستمرار المصلحة العامة ولتسيير أعمال المدينة بعد ان انهار الوجود الحكومي فيها وكانت اللجنة مشكلة من:
1.	السيد محيي الدين الغريفي
2.	السيد محمد رضا الخلخالي
3.	السيد جعفر بحر العلوم
4.	السيد عز الدين بحر العلوم
5.	السيد محمد رضا الخرسان
6.	السيد محمد السبزواري
7.	الشيخ محمد رضا شبيب الساعدي
8.	السيد محمد تقي الخوئي

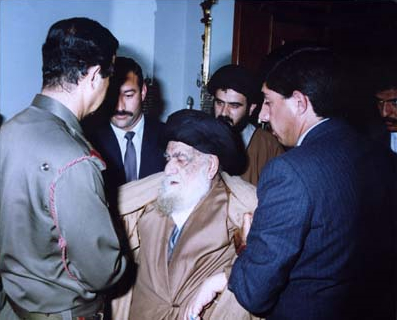
الخوئي أمام صدام حسين بعد الانتفاضة الشعبانية عام ١٩٩١.

9.	السيد محمد صالح السيد عبد الرسول الخرسان
وبعد إصدار هذا البيان ومزاولة هذه اللجنة لصلاحياتها استتبت الاوضاع وانتظمت الامور في النجف ولو بصورة مؤقتة.
وبعد سيطرة الجيش على مدينة النجف وقمع الانتفاضة بقوة السلاح واستخدام صواريخ الطائرات والمدفعية الثقيلة، تم استدعاء المرجع الخوئي لمقابلة صدام حسين في شهر رمضان عام 1991، في بغداد للحديث عن وضع النجف والمسائلة عن البيانات الصادرة من مكتبه والاحداث التي جرت في المدينة، رجع المرجع الخوئي إلى النجف وبقي تحت الاقامة الجبرية إلى حين وفاته.

## وفاته
توفي أبو القاسم الخوئي في العراق في مدينة النجف سنة 1992 وقد صلى على جثمانه علي السيستاني في مرقد علي بن أبي طالب في النجف.

صلاة السيستاني على جثمان الخوئي في مرقد الإمام علي

## حواشٍ
1. ↑  وكان مولده تحديدًا في عهد الدولة القاجارية.
2. ↑  وكانت وفاته تحديدًا في عهد الجُمهوريَّة العراقية إبان حُكم حزب البعث.

## انظر ايضاً
- معجم رجال الحديث
- محمد تقي الخوئي
- عبد المجيد الخوئي
- جواد الخوئي

## وصلات خارجية
- معهد الخوئي